# Hervé van der Straeten
Hervé van der Straeten (* 1965 in Brétigny-sur-Orge, Département Essonne, Frankreich) ist ein französischer Designer für Schmuck, Möbel, Spiegel und Lampen.

## Leben
Van der Straeten wurde durch seinen Vater mit dem Thema Design vertraut gemacht. Er besuchte die École nationale supérieure des beaux-arts de Paris und belegte dort das Fach Malerei. Angeregt durch seine Freunde in der Modebranche, darunter Isabel Marant, Christian Lacroix und Thierry Mugler, schuf er ab 1985 für diese Modeschmuck. Er war damit auch international sehr erfolgreich, wandte sich sechs Jahre später Materialien wie Holz, Marmor und verschiedenen Metallen zu.
Am östlichen Stadtrand von Paris, in Bagnolet, Département Seine-Saint-Denis, fertigen inzwischen 40 Künstler aus den Handwerken Möbelschreinerei, Bronzegießerei und Glasbläserei nach van der Straetens Entwürfen. Seine Kreationen werden zum Teil in seiner Galerie im Pariser Marais gezeigt.
Der Designer hat in der Vergangenheit die unterschiedlichsten Dinge entworfen, z. B. für Christian Dior den Flacon zum Parfüm J’adore, die Hüllen für den Lippenstift Kiss Kiss von Guerlain, Porzellan für die Firma Bernandaud in Limoges, Möbel für die Pariser Firma ILEX oder auch die Serie Excess für die Cristalleries de Saint Louis in Lothringen.
Die Möbel nach den Entwürfen Van der Straetens stehen zum Beispiel in der Boutique der Schuhmarke Roger Vivier in Moskau und sind bei Harrods in London und Saks Fifth Avenue in Manhattan zu sehen. Er ist Lieferant des Ausstatters der französischen Schlösser und öffentlichen Bauten, des Mobilier national, und zählt Steven Spielberg oder auch Madonna zu seinen Kunden.
Seit den 1990er Jahren ist Van der Straeten mit Bruno Frisoni zusammen, der seit 2002 Kreativdirektor im Schuhhaus Roger Vivier ist. Das Paar hat inzwischen geheiratet und lebt sowohl im Pariser Viertel Saint-Germain-des-Prés  als auch in Tanger in Marokko.

## Preise und Auszeichnungen
- 1999: Mitglied im Comité Colbert.
- 2007: Auszeichnung durch das französische Kulturministerium als Entreprise du Patrimoine Vivant.
- 2008: Chevalier (Ritter) des französischen Ordre des Arts et des Lettres.